# Nekmíř (zámek)
Nekmíř je tvrz přestavěná na zámek ve stejnojmenné obci v okrese Plzeň-sever. Tvrz pochází ze čtrnáctého století a během šestnáctého století byla renesančně upravena. Dochovaná podoba je výsledkem raně barokní přestavby ze třetí čtvrtiny sedmnáctého století a pozdějších úprav. Zámecký areál s hospodářským dvorem, zahradou a ohradní zdí je chráněn jako kulturní památka ČR, NPÚ jeho fyzický stav hodnotí jako havarijní.

## Historie
Prvním známým majitelem vesnice a tvrze byl Racek z Nekmíře připomínaný roku 1358, který byl pravděpodobně příslušníkem rodu Hroznatovců. Od papeže získal roku 1374 právo mít přenosný oltář. Žil ještě roku 1379. Po něm vesnice patřila Jindřichovi z Nekmíře, který byl také majitelem Oplot. Roku 1405 byl majitelem panství tvořeného Nekmíří a Úněšovem Sezema ze Štěpánovic, který od roku 1409 používal přídomek z Nemíře. Měl syny Petra a Hynka z Nekmíře. Hynek roku 1419 bojoval na katolické straně v bitvě u Nekmíře, kde padl. Ještě předtím zadlužení bratři roku 1414 prodali Nekmíř Janovi ze Slavic, kterému zůstala až do roku 1420, kdy ji koupili bratři Pavel a Petr Eberzvínové z Hradiště. Pavel zemřel později a byl připomínán ještě roku 1446. Po něm panství získal Leitold z Ebernic, z jehož synů část Nekmíře a později celá vesnice připadla Jiřímu Eberzvínovi.
Jiří Eberzvín se oženil s Eliškou Smiřickou a sňatkem s jejich dcerou se před rokem 1526 stal vlastníkem panství Šebestián Markvart z Hrádku. Šebestián Markvart výrazně rozšířil panství a starou tvrz nechal přestavět v renesančním slohu (podle Jiřího Úlovce k přestavbě došlo až za Jana Markvarta). Po jeho smrti si majetek rozdělili synové. Nekmíř připadla Linhartu Markvartovi, který ale brzy bezdětný zemřel, a po sporech se sestrou Ludmilou tvrz připadla Janu Markvartovi z Hrádku. K jejímu panství patřila pustá tvrz Rozvadov, Úněšov, Klenovice, Mostice, Hubenov, Lhotka a pustá vesnice Štěpánovice. Po smrti dalších bratrů Jan rozšířil panství ještě o jejich statky Únějovice a Bělou. Podle Augusta Sedláčka byl roku 1580 pánem na Nekmíři Hynek mladší Černín z Chudenic a její panství bylo připojeno k Bělé. Ovšem podle Miloslava Bělohlávka zemřel Jan Markvart až roku 1590 a rozsáhlý majetek zdědil jeho poslední bratr, Kryštof Markvart z Hrádku, který ho rozšířil ještě o Všeruby a Kokořov. Po Kryštofově smrti v roce 1595 se panství ujal jeho syn Diviš Markvart z Hrádku, ale za účast na stavovském povstání přišel o celý majetek.
Rozsáhlé panství koupil za 120 tisíc rýnských zlatých Vilém Vřesovec z Vřesovic. Nekmířská tvrz roku 1620 vyhořela a celé panství velmi strádalo třicetiletou válkou. Podle popisu z roku 1645 byly vesnice liduprázdné, Nekmíř, Bělá a Podmokly téměř zničeny. Poničené panství zatížené četnými dluhy v roce 1640 zdědil Vilémův syn Jan Vikart z Vřesovic. Roku 1651 Nekmíř prodal hraběti Jiřímu Ludvíkovi ze Sinzendorfu, aby uhradil dluhy, které u něho měl. Panství se tak znovu osamostatnilo, ale Jiří Ludvík je již po roce prodal hraběti Bedřichu Götzovi, který zemřel roku 1662. Panství potom spravovala vdova Marie Isabela, rozená Trčková z Lípy. Díky ní byla neobyvatelná tvrz přestavěna na barokní zámek a statek rozšířen o Ledce a část Nevřeně.
V roce 1705 se majitelem panství stal rod pánů z Vrtby, jehož poslední příslušník, František Josef z Vrtby, odkázal celý majetek Janu Karlovi z Lobkovic. Od roku 1845 zámek patřil rodině hrabat Schönbornů a od nich jej koupili manželé Stanislav a Anna Vopršálkovi, kterým zůstal až do čtyřicátých let dvacátého století. Později zámek využívalo jednotné zemědělské družstvo, pak se přestal využívat úplně.
Po restitučním řízení v 90. letech 20. století byl zámek a hospodářský dvůr vrácen dřívějším majitelům, ti se ho však rozhodli prodat. I následně zámek měnil majitele a chátral. Začátkem 10. let 21. století komplex sloužil jako paintballové hřiště, po zásahu památkářů bylo toto zakázáno v objektu samotného zámku.

## Stavební podoba
Dochovaný zámek má podobu trojkřídlé budovy, která byla na počátku 21. století poškozená statickými poruchami způsobenými dlouhodobým zanedbáváním údržby. V jejím severním křídle se dochovalo zdivo gotické tvrze. Její budova měla dvě patra, armovaná nároží a ve všech podlažích tři místnosti. Ve zdech prvního patra se dochovaly pozůstatky prevétů a ve druhém patře hrotitý záklenek, který mohl být vstupem do arkýřové kaple. Vzhledem k síle zdi protějšího křídla je možné, že původní tvrz tvořila ještě podobná protilehlá budova spojená se severním křídlem hradbami. Mezi oběma budovami pak bylo nádvoří.
V šestnáctém století bylo postaveno střední křídlo s nádvorní patrovou arkádou. Arkádová chodba byla v sedmnáctém století rozšířena i na severní křídlo a většina místností získala valené klenby. Ve druhé polovině osmnáctého století byly arkády doplněny i na zbývající stranu nádvoří.